# Coupe des champions masculine de volley-ball 1984-1985
Navigation
Coupe des champions 1983-1984 Coupe des champions 1985-1986
La Coupe des champions de volley-ball masculin est la plus importante compétition de club, de la saison 1984-1985, en Europe.

## Phase finale
| # | Équipe             | Pts | J | G | P | Sp | Sc | Ratio | Pp  | Pc  | Ratio |
| - | ------------------ | --- | - | - | - | -- | -- | ----- | --- | --- | ----- |
| 1 | Santal Parme       | 6   | 3 | 3 | 0 | 9  | 4  | 2.25  | 188 | 131 | 1.435 |
| 2 | AOK Mladost Zagreb | 5   | 3 | 2 | 1 | 7  | 5  | 1.4   | 150 | 154 | 0.974 |
| 3 | CSKA Sofia         | 4   | 3 | 1 | 2 | 6  | 6  | 1     | 142 | 152 | 0.934 |
| 4 | Ruda Hvezda Prague | 3   | 3 | 0 | 3 | 2  | 9  | 0.222 | 118 | 161 | 0.733 |

| Date     | Match                                   | Résultat | Sets  | Sets  | Sets  | Sets  | Sets | Total Points |
| Date     | Match                                   | Résultat | 1     | 2     | 3     | 4     | 5    | Total Points |
| -------- | --------------------------------------- | -------- | ----- | ----- | ----- | ----- | ---- | ------------ |
| 15.02.85 | Santal Parme - AOK Mladost Zagreb       | 3 - 1    | 12-15 | 15-10 | 15-6  | 15-8  | -    | 57-39        |
| 15.02.85 | Ruda Hvezda Prague - CSKA Sofia         | 0 - 3    | 8-15  | 10-15 | 8-15  | -     | -    | 26-45        |
| 16.02.85 | AOK Mladost Zagreb - CSKA Sofia         | 3 - 1    | 15-7  | 15-11 | 10-15 | 16-14 | -    | 56-47        |
| 16.02.85 | Santal Parme - Ruda Hvezda Prague       | 3 - 1    | 15-4  | 15-7  | 16-18 | 15-13 | -    | 61-42        |
| 17.02.85 | Ruda Hvezda Prague - AOK Mladost Zagreb | 1 - 3    | 15-10 | 12-15 | 10-15 | 13-15 | -    | 50-55        |
| 17.02.85 | Santal Parme - CSKA Sofia               | 3 - 2    | 16-18 | 15-3  | 15-9  | 9-15  | 15-5 | 70-50        |